# Neklan
Neklan (IX w.) – legendarny książę czeski znany z Kroniki Kosmasa. Jego następcą był Gościwit.
Według Kosmasa miał toczyć walki z księciem Łuczan Włościsławem. Decydująca bitwa miała odbyć się na polu zwanym Tursko. Zgodnie z relacją kronikarza tchórzliwy Neklan przeraził się zbliżającej bitwy i schronił się w grodzie w Levým Hradcu. Zwycięską kampanię wojsk czeskich poprowadził w zastępstwie księcia wódz Tyron. Po zwycięstwie nad Łuczanami Neklan oddał małoletniego syna Włościsława na wychowanie w grodzie Drahuš nad Ohrzą niejakiemu Duringowi. Ten jednak zamordował dziecko, za co – zgodnie z przekazem Kosmasa – został z rozkazu księcia skazany na śmierć.